# Tramvaje KPS série 46–48 (Teplice)
Tramvaje série 46–48 byly typem dvounápravové obousměrné tramvaje, která byla vyrobena ve třech kusech v Královopolské továrně na stroje a vagóny (dnes Královopolská, a. s.) pro Teplickou malodrážní společnost. Je to jediný typ motorového vozu, který byl vyráběn firmou KPS pro úzký rozchod.

## Historické pozadí
Po první světové válce tramvajová doprava v Teplicích začala být přetěžována přívalem cestujících, kteří dojízděli pravidelně do práce, a také zvýšením frekvence městské hromadné dopravy. Provozovatel se proto rozhodl u Ringhofferových závodů v roce 1920 objednat tři a ještě v témže roce další dva motorové vozy ev. č. 41–45, které vycházely z konstrukce předválečných vozů z roku 1913. Šlo o čtyři malé tzv. "městské motorové vozy" od firmy Ringhoffer ev. č. 37–40. Dále se Teplická malodrážní společnost snažila o modernizaci vozového parku, prvním rekonstruovaným vozem se stal motorový vůz ev. č. 15 vyrobený roku 1900 firmou Grazer Waggon- & Maschinen-Fabriks-Aktiengesellschaft vorm. Joh. Weitzer. Denně bylo v provozu 15 motorových vozů a 7 vlečných vozů, staré předválečné vozy trpěly vysokou poruchovostí, a tak byly zrekonstruovány zbylé tři motorové vozy Graz ev. č. 12–14 ze stejné série jako vůz č. 15. Ve 30. letech se navíc začaly staré vozy z přelomu 19. a 20. století vyřazovat, a tím vznikla potřeba je nahradit. Za tímto účelem byly objednány v roce 1931 celkem tři motorové vozy.

## Konstrukce
Vozová skříň byla tvořená ocelovými profily a dřevěnou kostrou, která byla zvnějšku oplechovaná. Střecha byla valená s náporovým větráním (čímž odpadl nástřešek a vůz se tak snížil) a nízkými skříněmi s odporníky. Velká okna uchycená do kovových rámů byla spouštěcí. Okenní sloupky byly oproti ostatním vozům poněkud nezvykle široké, čímž se vyznačovaly všechny vozy KPS z té doby, stejně jako úzkými plošinami. Mezistěny oddělující plošiny a salón pro cestující byly dřevěné a prosklené uzavírané dveřmi. Plošiny byly uzavíratelné jednodílnými posuvnými dveřmi. Stanoviště řidiče byla uzavřená. Místa pro sedící cestující zajišťovaly podélné lavice.
Elektrickou výzbroj dodala firma BBC (Československé závody Brown-Boveri akc. spol., Drásov). Pojezd tvořil dvounápravový úzkorozchodný podvozek se silnými motory GTM 4. Vozy byly z výroby vybaveny tyčovým sběračem, talířovými spřáhly, zásuvkami mnohočlenného řazení a nově i elektromagnetickými kolejnicovými brzdami namísto vzduchotlakové (pneumatické).

## Dodávky
V letech 1931–1938 byly vyrobeny 3 vozy série 46–48.
| Současný stát | Město   | Článek | Výrobce | Roky dodávek | Počet vozů | Evidenční čísla při dodání | Poznámky                                | Zdroj       |
| ------------- | ------- | ------ | ------- | ------------ | ---------- | -------------------------- | --------------------------------------- | ----------- |
| Česko         | Teplice | článek | KPS     | 1931         | 2 kusy     | 46–47                      |                                         | [ 3 ] [ 4 ] |
| Česko         | Teplice | článek | KPS     | 1938         | 1 kus      | 48                         | z neznámých důvodů dodán až v roce 1938 | [ 3 ] [ 4 ] |

## Provoz

### Teplice
Vozy po dodání dostaly čísla 46–48. Díky opožděné výrobě a dodání vozu č. 48 se od prvních dvou mírně odlišoval. Střecha měla jiný tvar, větrání bylo zajištěno náporovými větráky nad každou plošinou, podobně jako u tramvají 4MT, okapy a madla pro výstup na střechu byla řešena odlišně. V průběhu provozu se na nich projevily některé úpravy. Jednodílné dveře byly nahrazeny dvoudílnými posuvnými, větrací boční okna byla nahrazena pevnými a pravděpodobně těsně před odstavením byly zrušeny i náporové střešní větráky. Poslední dva vozy č. 46 a 47 dojezdily prakticky nezměněné v roce 1959, kdy byla definitivně ukončen tramvajový provoz a jeho přestavba na trolejbusový. Vůz ev. č. 48 byl již v roce 1956 odprodán do Bratislavy.

### Bratislava
Vůz ev. č. 48 byl dodán v roce 1956, před zprovozněním prošel četnými úpravami. Byly demontovány zásuvky mnohočlenného řazení, dosazeny spřáhla typu Compact pro spřahování s vlečnými vozy, čehož se u něj využívalo sporadicky, dále tyčový sběrač byl nahrazen pantografem SIEMENS, pojistkové skříně na střeše se přemístily z pravých na levé boky čel a vpravo se umístily držáky linkové orientace. Směrová tabule se zasouvala do kolejniček nad nárazníkem dle běžných zvyklostí (v Teplicích byly umístěny standardně pod čelním oknem), následně byl zprovozněn v roce 1957. Za svého provozu byl vypravován zejména na linku č. 6. Po zkrácení této trasy rokem 1960 se stal služebním vozem ev. č. 152 a v tomto stavu dosloužil v roce 1965. Následně byl zlikvidován.

### Ústí nad Labem
Vozy ev. č. 46 a 47 byly, v souvislosti se zrušením teplické tramvajové dopravy, odkoupeny DP Ústí nad Labem v roce 1959. Zde získaly čísla 76III a 79III, do osobního provozu zasáhly ještě v témže roce. Zde však nebyly provozovány dlouho, neboť již v roce 1960 byly oba odstaveny, vůz č. 76III přešel do služebního stavu a vůz s číslem 79III byl prodán místnímu dolu 5. květen, kde sloužil jako jídelna. Po roce 1982 přestal být takto využíván a byl odvezen neznámo kam. Služební vůz byl vyřazen v roce 1963 a následně sešrotován. Důvodem jejich brzkého vyřazování se staly dodávky vozů Tatra T2, pro Československo nové koncepce PCC.
Do současnosti se tak žádný z těchto vozů nedochoval, teplickou tramvaj v tuto dobu připomíná jen replika motorového vozu č. 7 a ústeckou tramvaj má připomínat vyřazená Tatra T2R ev. č. 21III (možná bud. ev. č. 125) původem z Ústí nad Labem. V roce 1970 přešla do Ostravy; od 90. let pak sloužila v Liberci, odkud byla odkoupena zpět do Ústí n. Labem roku 2007. Vůz zatím stojí bez využití ve zchátralém stavu pod přístřeškem.